# عبد اللطيف بن ألغ بك
عبد اللطیف بن أُلُغ بك، (ولد 1420 - 9 مايو 1450) حفيد تيمورلنك. كان الابن الثالث لألغ بك، حاكم تيموري في بلاد ما وراء النهر (حديثاً أوزبكستان، طاجيكستان وأجزاء من تركمانستان، قيرغيزستان وكازاخستان).

## سنوات في وقت مبكر
بعد أن أعطي له حكم بلخ، عبد اللطيف ميرزا حكم تحت قيادة والده. خلال الصراع على الخلافة التي أعقب وفاة شاه رخ ميرزا، تولي حكم هرات، على الرغم من بعد أُلُغ بك غادر المدينة في نهاية 1448 غزاها أبو القاسم بابر بن بايسنقر.
لم يظل عبد اللطيف ميرزا مخلصاً لوالده. غاضبًا من حقيقة أنه كان سيتم تجاوزه في وراثة حكم سمرقند، لقد ثار بينما كان أُلُغ بك يسير لاستعادة السيطرة على خراسان. هزم والده في دمشق، وقرب سمرقند في 1449.
قرر أُلُغ بك في وقت لاحق أن يسلم نفسه، ومنحه عبد اللطيف ميرزا الإذن بالحج إلى مكة المكرمة، لكن بينما كان أُلُغ بك في طريقه قُتل بناء على أمر ابنه.
هذا جعل عبد اللطيف ميرزا يحصل علي اللقب المشين (من الفارسية «پدر کش» يعني قاتل والده). وبعد بضعة أيام، قتل أيضا أخوه عبد العزيز.

## الموت
بهذه الطريقة أصبح حاكم بلاد ما وراء النهر. إلى حد ما شخص تقي، حصل على دعم الجماعات الدينية المحلية، لكن هذا لم ينقذه من مؤامرة حاكها عليه الأمراء.
حكمه استمر لمدة ستة أشهر فقط. ثم خلفه ابن عمه عبد الله ميرزا.

## الحياة الشخصية
الزوجة
- شاه سلطان آغا: ابنة الأمير محمد المشرف ابن حميد.

أبناء
- أبو الرزاق ميرزا
- أحمد ميرزا
- محمود ميرزا
- جوقى ميرزا
- محمد باقر ميرزا

ابنة
- قوتاك سلطان بيغوم